# (35333) 1997 EW55
(35333) 1997 EW55 est un objet de la ceinture principale d'astéroïdes extérieure découvert en 1997.

## Description
(35333) 1997 EW55 a été découvert le 10 mars 1997 à l'observatoire de La Silla, au Chili, par Eric Walter Elst.

### Caractéristiques orbitales
L'orbite de cet astéroïde est caractérisée par un demi-grand axe de 3,21 ua, un périhélie de 3,04 ua, une excentricité de 0,05 et une inclinaison de 1,10° par rapport à l'écliptique. Du fait de ces caractéristiques, à savoir un demi-grand axe entre 3,2 et 4,6 ua, il est classé, selon la JPL Small-Body Database, comme objet de la ceinture principale d'astéroïdes extérieure.

### Caractéristiques physiques
(35333) 1997 EW55 a une magnitude absolue (H) de 14,5 et un albédo estimé à 0,060.